# Palicourea glabra
Espèce
Synonymes
Selon Tropicos (23 mai 2024)
- Cephaelis blepharophylla Standl.
- Cephaelis medusula (Müll. Arg.) Steyerm.
- Psychotria blepharophylla (Standl.) Steyerm.
- Psychotria medusula Müll. Arg.
- Tapogomea glabra Aubl. - Basionyme
- Uragoga glabra (Aubl.) Kuntze

Selon GBIF (23 mai 2024)
- Callicocca glabra (Aubl.) J.F.Gmel.
- Cephaelis blepharophylla Standl.
- Cephaelis glabra (Aubl.) Willd.
- Cephaelis medusula (Müll.Arg.) Steyerm.
- Palicourea glabra (Aubl.) Borhidi
- Palicourea medusula (Müll.Arg.) Borhidi
- Psychotria blepharophylla (Standl.) Steyerm.
- Psychotria medusula Müll.Arg.
- Psychotria tricocephala Poepp. & Endl.
- Tapogomea glabra Aubl.
- Uragoga glabra (Aubl.) Kuntze
- Uragoga medusula (Müll.Arg.) Kuntze

Palicourea glabra est une espèce d'arbuste d'Amérique du sud, appartenant à la famille des Rubiaceae.
On le connaît en Guyane sous les noms de Uwa kaya (Wayãpi), ou Kutak abaruan (Palikur).

## Description
Palicourea glabra est un sous-arbrisseau ou arbuste bas jusqu'à 1 m de haut, strigile et/ou hirsute devenant souvent glabrescent.
Les feuilles mesurent 6-14 × 1,5-7 cm, avec des pétioles longs de 5-12 mm, des stipules persistantes, unies autour de la tige, la gaine longue de 1-2 mm, avec 2 lobes par côté, étroitement triangulaires, longs de 3-10 mm.
L'inflorescence est terminale, capitée ou subcapitée, avec un pédoncule long de 2-10 mm, un capitule de 1-2 cm de diamètre, et des bractées longues de 6-20 mm.
Les fleurs sont sessiles, avec le limbe du calice long de 0,5-2 mm, denticulé à denté.
La corolle est blanche, avec un tube long de 10-14 mm, et des lobes de 1,5-3 mm.
Les fruits sont subglobuleux à ellipsoïde, de couleur pourpre à bleu vif, mesurant 4-5 × 4-5 mm.
Il comporte 2 pyrènes ventralement avec un mince sillon longitudinal, dorsalement peu strié.

En 1953, Lemée en propose la description suivante de Palicourea glabra :

« [Petagomoa] glabra Brem. (Cephælis g. W., Tapogomea g. Aubl.). Petit arbrisseau dressé à tiges noueuses glabres et petits rameaux velus-roussâtres ; feuilles ovales aiguës glabres entières lisses, les plus grandes longues de 0,14 environ sur 0,06-0,07, stipules amplexicaules à lobes oblongs aigus ; capitules terminaux à long pédoncule velu-roussâtre et réceptacle avec paillettes (bractéoles) aussi velues-roussâtres ; fleurs bleues avec calice à 5 petits segments aigus, corolle à long tube renflé vers le haut et lobes aigus, étamines insérées au-dessous des lobes ; fruit ovale-oblong strié bleu. - (Aublet). »

— Albert Lemée, 1953.

## Répartition
Palicourea glabra est présent de la Colombie au Brésil, en passant par le Venezuela, la Guyane, et le Pérou.

## Écologie
Palicourea glabra est en Guyane un arbuste du sous-bois de la forêt ancienne et des vieilles forêts secondaires, poussant au Venezuela dans les forêts de plaine à feuilles persistantes, et les forêts hautes de caatinga sur sable blanc, à 100-200 m d'altitude.
En Guyane, Palicourea glabra est pollinisée par les Euglossini Aglae caerulea et Eulaema sp..

## Usages
Palicourea glabra entre dans la recette Palikur d'un onguent vivifiant.

## Protologue

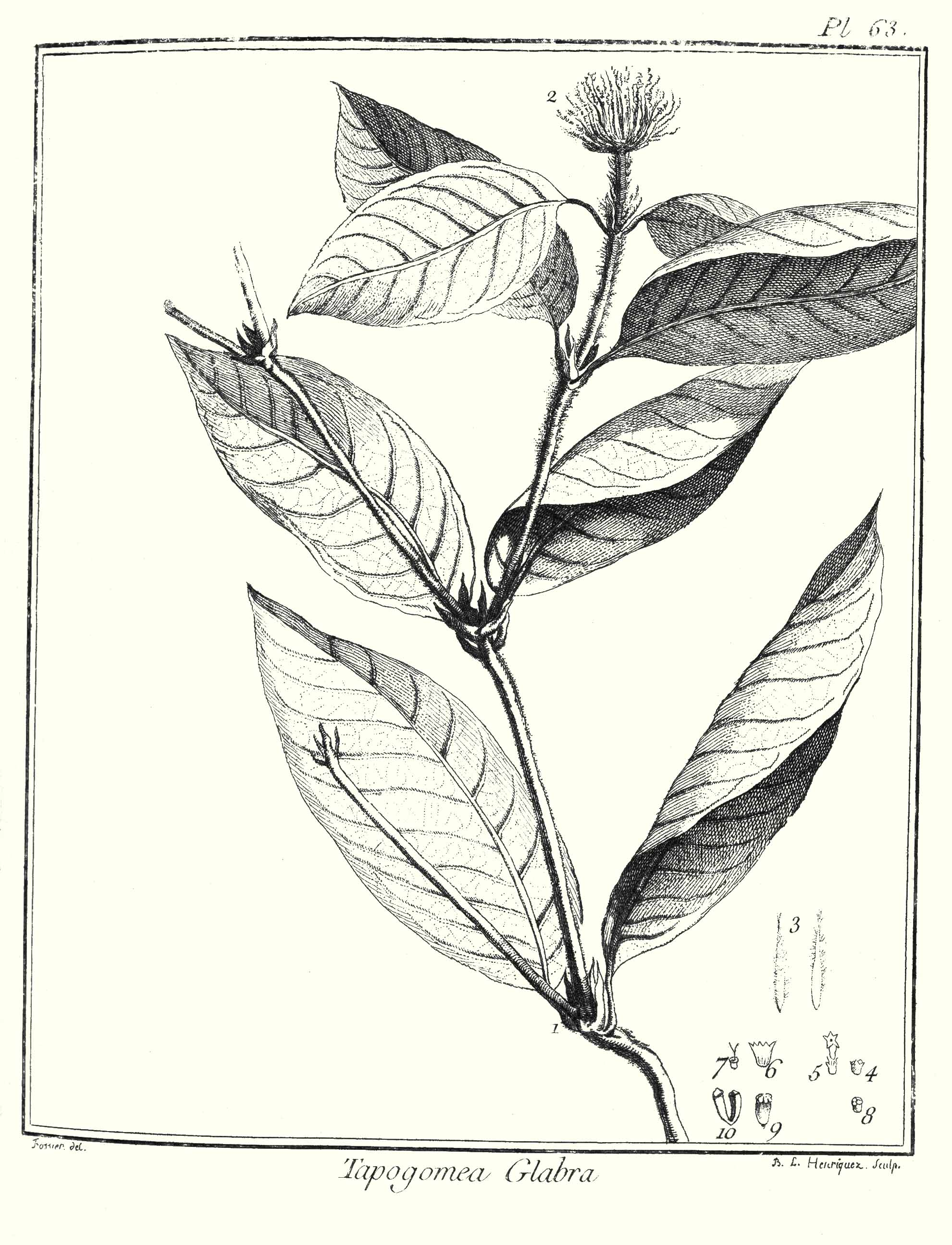
Tapogomea glabra (= Palicourea glabra) par Aublet (1775)
On a repréſenté la fleur, le fruit & des écailles de grandeur naturelle. - 1. Stipules. - 2. Tête de fleur. - 3. Écailles. - 4. Ovaire. Calice. - 5. Ovaire. Calice. Corolle. - 6. Corolle ouverte. Étamines - 7. Ovaire. Style. Stigmate. - 8. Ovaire. Diſque. - 9. Baie. - 10. Deux oſſelets.

En 1775, le botaniste Aublet a premièrement décrit Palicourea glabra sous le nom de Tapogomea glabra et en a proposé le protologue suivant : 

« 2. TAPOGOMEA (glabra)  foliis ovatis, acutis, glabris; capitulo riorum hirſuto. (Tabula 65.)
Fruticulus, caulibus eredis, nodoſis, ramoſis, glabris ; ramusculis villoſis, rufeſcentibus. Folia oppoſita, petiolata, ovata, acuta, glabra, integerrima, internè pallidè-virentia. Stipula amplexicaulis, oblonga, biloba ; lobis bifidis, oppoſitis, oblongis, rigidis, acutis. Flores cæruleſcentes, terminales, in capitulum collecti, pedunculo longo villoſo ſuffulti. Bacca oblonga, ovata, ſtriata, cærrulea. Receptaculum paleaceum ; paleis longis, anguſtis, villoſis, rufeſcentibus.
Florebat Julio & Auguſto.
Habitat in ſylvis.

LE TAPOGOME liſſe. (PLANCHE 63.)
La racine de cette plante eſt rameuſe, ligneuſe & fibreuſe. Elle pouſſe une tige cylindrique, velue, ligneuſe, moëlleuſe, branchue & rameuſe qui s'élève a la hauteur de deux ou trois pieds. Elle eſt garnie à chaque nœud de deux feuilles oppoſées, & diſpoſées en croix. Elles ſont verdâtres, plus pales en deſſous, entières, liſſes, ovales, & terminées en pointe. Les plus grandes ont cinq pouces de longueur lur deux & demi de largeur. Leur pédicule eſt court, convexe en deſſous, & creuſé en goutière en deſſus. Elles ſont réunies l'une a l'autre par deux stipules intermédiaires qui ſont gaine ; & par le haut chacune eſt diviſée en deux parties droites, longues, étroites & aiguës.
Les fleurs naiſſent ramaſſées en tête à l'extrémité des branches & des rameaux ſur un pédoncule long d'environ un pouce & hériſſé de poils rouſſâtres : elles ſont ſéparées par des écailles plus étroites.
Le calice de la fleur eſt d'une ſeule pièce, diviſé en ſon limbe en cinq petites parties aiguës.
La corolle eſt monopétale, bleue, attachée ſur l'ovaire, autour d'un diſque. Son tube eſt long, renflé vers ſon pavillon qui eſt partagé en cinq lobes aigus.
Les étamines ſont cinq, placées ſur la paroi interne & moyenne du tube au deſſous de ſes diviſions. Leur filet eſt court. L'anthère eſt longue & à deux bourſes.
Le piſtil eſt un ovaire qui fait corps avec le calice. Il eſt couronné d'un diſque, du centre duquel ſort un style qui ſe partage en deux branches terminées par un stigmate obtus.
L'ovaire devient une baie bleuâtre, oblongue, ſtriée. Celle-ci renferme deux osselets appliqués l'un contre l'autre & qui contiennent chacun une amande. 
[...]
Cette plante croît dans les grandes forêts de la Guiane, ſur-tout dans les endroits un peu découverts. Elle eſt en fleur & en fruit dans les mois de Juillet & d'Août. »

— Fusée-Aublet, 1775.